# Католицька церква в Молдові
Като́лицька це́рква в Молдо́ві — друга християнська конфесія Молдові. Складова всесвітньої Католицької церкви, яку очолює на Землі римський папа. Керується конференцією єпископів. Станом на 2004 рік у країні нараховувалося близько 20 000 католиків (0,47% від усього населення). Існувало 1 діоцезій, які об'єднували 11 церковних парафій.  Кількість  священиків — 14 (з них представники секулярного духовенства — 6, члени чернечих організацій — 8), постійних дияконів — 1, монахів — 18, монахинь — 40.

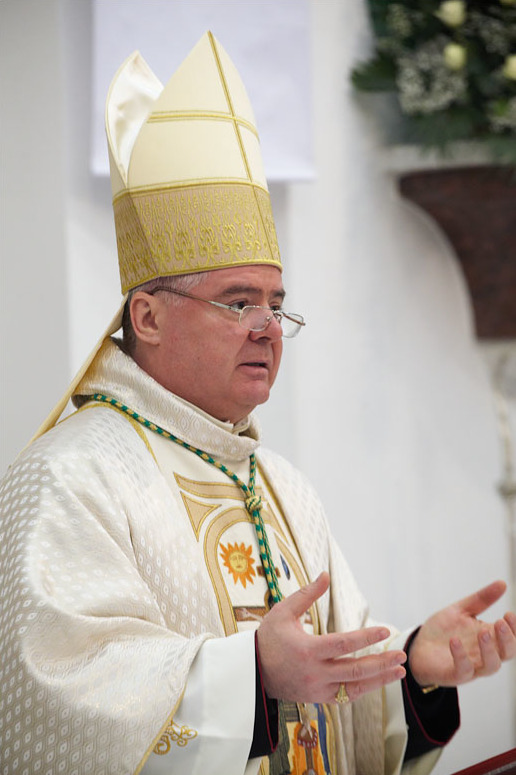
Перший єпископ єпархії Кишинева Антон Коша

## Історія
Католицькі священики з'явилися на території загалом православної Молдови після XIV століття й походили переважно з Польщі та Угорщини.
На початок XIX століття католики мешкали по всій території сучасної Молдови. Існувало лише 2 єпархії — Хотинська та заснована в 1810-х роках у німецькій колонії Красна. Третій прихід було засновано в Кишиневі між 1814 і 1817 роками. Уже 1838 року в місті було майже 800 католиків, переважно польського походження, а також німці, французи.
На початку XX століття чимало католиків мешкали в Кишиневі (за переписом 1897 року — 3841 католик), у містечку Оргіїв. В Оргієві 1914 року був побудований католицький собор
У 1930-х роках на території Молдови існувало 5 католицьких приходів — у Кишиневі, Белці, Сороці, Оргієві та Бендерах. Разом з ще 5 приходами вони входили до Бессарабського деканату.
У 1948 році католицька церква в Молдавській РСР була заборонена, а храми були реквізовані. Богослужіння було дозволено лише 1990 року, а відновлення храмів почалося після 1992 року.
2001 року Кишинівський прихід було виділено в окрему католицьку Кишинівську єпархію.

## Храми
Каплиця Божественного Провидіння в Кишиневі була побудована 1823 року. Більша Церква Божественного Провидіння була споруджена в 1840—1843 роках і освячена 6 травня 1843 року. Утім, оздоблення церкви продовжувалося й пізніше: 1844 року був установлений орган, а 1846 року з Харкова були доставлені позолочені ікони. Мармуровий іконостас було придбано 1873 року, а новий орган — 1895.